# K2-301
K2-301, EPIC 206042996 — одиночная звезда в созвездии Водолея на расстоянии приблизительно 1528 световых лет (около 468 парсек) от Солнца. Видимая звёздная величина звезды — +16,743m.
Вокруг звезды обращается, как минимум, одна планета.

## Характеристики
K2-301 — оранжевый карлик спектрального класса K5V. Масса — около 0,565 солнечной, радиус — около 0,67 солнечного, светимость — около 0,105 солнечной. Эффективная температура — около 4376 К.

## Планетная система
В 2019 году командой астрономов, работающих с фотометрическими данными в рамках проекта Kepler K2, было объявлено об открытии планеты K2-301 b.